# Ploščad' Vosstanija
Ploščad' Vosstanija (in russo Площадь Восстания?, traslitterazione anglosassone: Ploshchad Vosstaniya) è una stazione situata sulla Linea Kirovsko-Vyborgskaja, la Linea 1 della Metropolitana di San Pietroburgo. È stata inaugurata il 15 novembre 1955.
In questa stazione avviene anche l'interscambio con la Linea 3 e la stazione Majakovskaja.